# Crotaphatrema
Crotaphatrema là một chi động vật lưỡng cư trong họ Scolecomorphidae, thuộc bộ Gymnophiona. Chi này có 3 loài và không bị đe dọa tuyệt chủng.

## Các loài
- Crotaphatrema bornmuelleri (Werner, 1899)
- Crotaphatrema lamottei (Nussbaum, 1981)
- Crotaphatrema tchabalmbaboensis Lawson, 2000